# لوبومیر فیسا
لوبومیر فیسا (صربی: Љубомир Фејса؛ زادهٔ ۱۴ اوت ۱۹۸۸) بازیکن فوتبال اهل صربستان است.

## باشگاهی
از باشگاه‌هایی که در آن بازی کرده‌است می‌توان به پارتیزان، المپیاکوس و بنفیکا اشاره کرد.

## تیم ملی
وی همچنین در تیم ملی فوتبال صربستان بازی کرده‌است.